# دردسر در بهشت
دردسر در بهشت (انگلیسی: Trouble in Paradise) فیلمی پیشاکد در ژانر کمدی رمانتیک به کارگردانی ارنست لوبیچ و بازی میریام هاپکینز، کی فرانسیس و هربرت مارشال است که در سال ۱۹۳۲ منتشر شد.
در سال ۱۹۹۱ دردسر در بهشت برای نگهداری توسط کتابخانه کنگره در فهرست ملی ثبت فیلم به عنوان اثری «قابل توجه از دید فرهنگی، تاریخی یا زیبایی‌شناختی» برگزیده شد.

## بازیگران
- میریام هاپکینز - لیلی
- کی فرانسیس - مادام ماریت کولت
- هربرت مارشال - گستان مانسکیو/گستان لوال
- شارلی روگلز - سرگرد
- ادوارد اورت هورتون - فرانسوا فیلیبا
- نلا واکر - مادام بوشه